# 哈里·韦德
哈里·阿瑟·韦德（英語：Harry Arthur Wade，1928年3月12日—2016年7月10日），加拿大男子篮球运动员。他曾代表加拿大获得1952年夏季奥运会男子篮球比赛第十三名。他于2016年在安大略省蒂尔森堡去世。